# Melogale everetti
Melogale everetti är en däggdjursart som först beskrevs av Thomas 1895.  Melogale everetti ingår i släktet solgrävlingar och familjen mårddjur. IUCN kategoriserar arten globalt som otillräckligt studerad. Inga underarter finns listade.

## Utseende
Arten har liksom de andra solgrävlingarna en långsträckt kropp och en lång yvig svans. Kroppslängden (huvud och bål) är 33 till 44 cm och svanslängden 15 till 23 cm. Djuret väger en till tre kilogram. Pälsens grundfärg är gråbrun till svartaktig. Påfallande är vit eller gul päls kring ögonen som liknar en ansiktsmask. Dessutom finns en ljus strimma på ryggens topp som kan vara vit- eller rödaktig. Det finns inga tydliga avvikelser mot andra solgrävlingar.

## Utbredning och habitat
Melogale everetti förekommer med tre populationer på norra Borneo. Den största populationen lever i bergstrakten kring Gunung Kinabalu mellan 900 och 3700 meter över havet. De andra observationerna är från låglandet väster om bergstrakten. Berättelser om fynd i andra regioner på Borneo var troligen felaktiga eller de syftar på individer som flyttades ditt av människor. Arten observeras främst i lövskogar.

## Ekologi
Individerna vilar liksom de flesta grävlingar i underjordiska gryt. Boet skapades vanligen av ett annat djur och förändras av grävlingen. Melogale everetti är aktiv på natten och äter främst ryggradslösa djur som daggmaskar, insekter och snäckor. Dessutom ingår små ryggradsdjur som grodor, fåglar och gnagare i födan. Ibland äter arten ägg eller frukter.
Individer som känner sig hotade avsöndrar en illa luktande vätska men den är inte lika obehaglig som hos skunkar. Fortplantningssättet antas vara lika som hos andra solgrävlingar.